# Зеленой, Иван Ильич
Иван Ильич Зеленой (1811—1877) — генерал-майор.

## Биография
Закончив Морской корпус, служил сначала в Балтийском, затем в Чёрном море, участвуя в военных действиях против горцев. Позже командовал Бакинской станцией и производил гидрографические работы на Куре.
С 1855 был редактором преобразованного «Морского сборника», в самую цветущую пору издания этого журнала; в 1860 году он передал этот пост В. П. Мельницкому, а ещё через шесть лет редактором издания стал его брат Никандр Ильич Зеленой. 
С 1860 был членом Морского учёного комитета и принимал деятельное участие в работах Санкт-Петербургского статистического комитета («Морской сборник», 1887, № 2).

## Награды
- 26 ноября 1853 года награждён орденом св. Георгия 4-й степени (№ 9054 по списку Григоровича — Степанова).